# Kollerup (Sydslesvig)
 For alternative betydninger, se Kollerup. (Se også artikler, som begynder med Kollerup)
Kollerup er en landsby beliggende cirka 10 km sydøst for Flensborg i landskabet Angel i det nordøstlige Sydslesvig i Nordtyskland. Med til Kollerup regnes Kollerupmark (Kollerupfeld), Kollerupskov (Kollerupholz) og Sønderballe (Süderballig). Landskabet er let kuperet med enkelte mindre skovområder. Landsbyen er omgivet af Møllebro-Bistoft (i nordvest), Oksagerskov (i nordøst), Satrup (i sydøst) og Obdrup (i syd). Kollerup blev første gang nævnt 1472. Stednavnet er afledt af personnavnet gl.dansk Koli (muligvis Kolli).
Administrativ udgjorde Kollerup tidligere en selvstændig kommune, men blev den 15. februar 1970 indlemmet i Store Solt kommune. I kirkelig henseende hører landsbyen under Store Solt Sogn. Bonde Å (en biflod til Trenen) danner i syd pâ et stykke grænsen mod Satrup Sogn. I Kollerup fandtes 1864 9 større gårde, 2 kådnersted samt en kro. I den danske periode hørte landsbyen under Ugle Herred (Flensborg Amt), Hertugdømmet Slesvig (Sønderjylland).